# Eva Maria Bauer
Eva Maria Bauer, auch Eva-Maria Bauer (* 21. Oktober 1923 in Hamburg; † 17. Mai 2006 ebenda), war eine deutsche Schauspielerin und Synchronsprecherin.

## Leben
Die Tochter eines Offiziers begann zunächst ein Studium in Betriebswirtschaft, wurde aber in den 1940er-Jahren dann Schauspielerin. Sie spielte auf kleineren Bühnen in Oldenburg und Leer, schließlich in Hamburg am Ernst-Deutsch-Theater, an den Hamburger Kammerspielen und am Thalia Theater. An letzterem gehörte sie lange Zeit zum Ensemble, wo sie sich mit großem Einsatz und mit stets guten Kritiken sowie beim Publikum beliebt durch alle Rollenfächer hindurch spielte.
Ihr Durchbruch im Fernsehen und Film gelang ihr erst im Alter von über 60 Jahren. Bekannt wurde sie in der Rolle der resoluten „Oberschwester Hildegard“ Zeisig (in den Nachfolgefilmen Vogt) in der ZDF-Erfolgsserie Die Schwarzwaldklinik. Danach spielte sie zahlreiche Rollen in bekannten Serien wie Derrick, Die Wicherts von nebenan, Der Alte und Das Traumschiff. Außerdem hatte sie 1984 eine Gastrolle in der Serie Helga und die Nordlichter als Frau eines Landwirtes. Auch in vier Folgen der Fernsehreihe Tatort trat sie auf, nämlich 1973 in Platzverweis für Trimmel, 1976 in Trimmel und der Tulpendieb, 1977 in Das Mädchen von gegenüber und 1995 in Rückfällig. Die Rolle als Oberschwester blieb jedoch fester Teil ihres Image. So spielte sie in Krankenhaus- und Arztserien wie Der Landarzt, Hallo, Onkel Doc! und St. Angela mit. Auch bei der Neuauflage der Schwarzwaldklinik zum 20-jährigen Jubiläum war sie in den Filmen Die nächste Generation und Neue Zeiten wieder dabei, allerdings als Oberschwester im Ruhestand. Besonders gefördert wurde sie von Dieter Wedel, in dessen TV-Mehrteilern sie mehrfach zu sehen war, u. a. in Die Affäre Semmeling und Der große Bellheim. In Wedels Der König von St. Pauli stellte sie mit 74 Jahren eine ehemalige Prostituierte dar. Bei einem Auftritt bei Stern TV sagte sie hierzu: „Ich hoffe, die Leute verstehen das. Eine Prostituierte zu spielen, war schon immer mein Traum. Endlich mal was anderes.“
Als Synchronsprecherin lieh sie ihre Stimme u. a. Gloria Grahame (Ist das Leben nicht schön?), Giulietta Masina (Die Schwindler) und Lilli Palmer (Der letzte Sündenfall). Eva Maria Bauer wohnte bis zu ihrem Tod in Hamburg. Sie starb im Mai 2006 im Alter von 82 Jahren im Allgemeinen Krankenhaus in Hamburg-Wandsbek an Brustkrebs und wurde auf dem anonymen Urnenhain des Friedhofs Ohlsdorf beigesetzt.
Von 1987 bis zu ihrem Tod spielte sie in der Serie Der Landarzt mit. Ihre Rolle hatte im Laufe der Jahre drei verschiedene Vornamen: Katharina, Hilde und zuletzt Charlotte. Zu Beginn der 16. Staffel der Serie wurde erklärt, dass Frau Sellmann eine kranke Verwandte besuche. Danach wurde sie nie wieder erwähnt.

## Filmografie (Auswahl)
- 1961: Nora
- 1961: Jack Mortimer
- 1962: Hamburger Extrablätter (Fernsehserie, eine Folge)
- 1962: Heinz Erhardt Festival (Fernsehserie, Folge Der Fachmann)
- 1962: Das Gasthaus an der Themse
- 1964: Wilhelmsburger Freitag
- 1964: Das Kriminalgericht (Fernsehserie, 3 Folgen)
- 1968: Hafenkrankenhaus (Fernsehserie, Folge Benno, der Fassadenschreck)
- 1969: Polizeifunk ruft (Fernsehserie, Folge 13 Minuten am Abgrund)
- 1969: Weh’ dem, der erbt
- 1971: Krach im Hinterhaus
- 1971: Dem Täter auf der Spur (Fernsehserie, Folge Tod am Steuer)
- 1972: Hamburg Transit (Fernsehserie, Folge Leichtes Handgepäck)
- 1972: Wenn der Hahn kräht
- 1972–1974: Sonderdezernat K1 (Fernsehserie, verschiedene Rollen, 2 Folgen)
- 1973: Desaster
- 1973: Ein besserer Herr
- 1973: Polizeistation (Fernsehserie, Folge Heikos Bruder)
- 1973: Tatort – Platzverweis für Trimmel (Fernsehreihe)
- 1974: Eine geschiedene Frau (Fernsehsechsteiler)
- 1975: Die Stadt im Tal (Fernsehzweiteiler)
- 1976: Erika
- 1976: Gesucht wird … (Fernsehserie, Folge Paul Schmücker)
- 1976: Kein Abend wie jeder andere
- 1976: Pariser Geschichten (Fernsehserie)
- 1976: Tatort -- Trimmel und der Tulpendieb
- 1977: Tatort – Das Mädchen von gegenüber
- 1978: Onkel Bräsig (Fernsehserie, verschiedene Rollen, 2 Folgen)
- 1979: Die erste Polka (Kino)
- 1979–1981: St. Pauli-Landungsbrücken (Fernsehserie, 11 Folgen)
- 1980: Timm Thaler (Fernsehserie, Folge Der Kampf um das Lachen)
- 1981: Im Morgenwind
- 1982: Die Fischer von Moorhövd (Fernsehserie)
- 1982: Kümo Henriette (Fernsehserie, 2 Folgen)
- 1982: Schwarz Rot Gold (Fernsehserie, Folge Unser Land)
- 1983: Das Traumschiff: Karibik (Fernsehreihe)
- 1983: Uta (Fernsehserie)
- 1984: Die Violette Mütze oder Morgen sind wir endlich reich ...!
- 1984: Helga und die Nordlichter (Fernsehserie, Folge Das Ausland ruft)
- 1984: Tiere und Menschen (Fernsehserie)
- 1985: Adel verpflichtet zu nichts
- 1985: Aus familiären Gründen
- 1985: Es muß nicht immer Mord sein (Fernsehserie, Folge Klassentreffen)
- 1985–1989: Die Schwarzwaldklinik (Fernsehserie, 52 Folgen)
- 1986–1987: Detektivbüro Roth (Fernsehserie, 29 Folgen)
- 1986–1987: Hessische Geschichten (Fernsehserie, verschiedene Rollen, 2 Folgen)
- 1987–2006: Der Landarzt (Fernsehserie, 81 Folgen)
- 1986–2003: Der Alte (Fernsehserie, verschiedene Rollen, 11 Folgen)
- 1986: Preis der Feigheit
- 1987: Die vertagte Hochzeitsnacht
- 1988: Polizeiinspektion 1 (Fernsehserie, Folge Schutzgeld)
- 1989: Seine beste Rolle
- 1990–1994: Derrick (Fernsehserie, verschiedene Rollen, 4 Folgen)
- 1991: Die Wicherts von nebenan (Fernsehserie, 3 Folgen)
- 1991: Das größte Fest des Jahres – Weihnachten bei unseren Fernsehfamilien
- 1991–2001: Großstadtrevier (Fernsehserie, verschiedene Rollen, 2 Folgen)
- 1991–1996: Kommissar Klefisch (Fernsehserie, verschiedene Rollen, 3 Folgen)
- 1992: Die Männer vom K3 (Fernsehserie, Folge Ein langes Wochenende)
- 1992: Glückliche Reise – Rio (Fernsehreihe)
- 1993: Clara (Fernsehdreiteiler, 2 Folgen)
- 1993: Der große Bellheim (Fernsehvierteiler, 3 Folgen)
- 1993: Die Skrupellosen – Hörigkeit des Herzens
- 1993: Hecht & Haie (Fernsehserie, Folge Falsches Spiel)
- 1993–1996: Immer wieder Sonntag (Fernsehserie, 31 Folgen)
- 1993: Vater braucht eine Frau (Fernsehserie, 2 Folgen)
- 1994–1998: Hallo, Onkel Doc! (Fernsehserie, 63 Folgen)
- 1994: Air Albatros (Fernsehserie)
- 1995: Begegnungen der anderen Art
- 1995: Der Mond scheint auch für Untermieter
- 1995: Die Versuchung – Der Priester und das Mädchen
- 1995: Dr. Stefan Frank – Der Arzt, dem die Frauen vertrauen (Fernsehserie, 1 Folge)
- 1995: Tatort – Rückfällig
- 1996: Zwei zum Verlieben (Fernsehserie, Folge Frau Alberts)
- 1998–1999: Am liebsten Marlene (Fernsehserie, 10 Folgen)
- 1998: Der König von St. Pauli (Fernsehsechsteiler)
- 1998–2001: Für alle Fälle Stefanie (Fernsehserie, verschiedene Rollen, 3 Folgen)
- 1999: Unser Charly (Fernsehserie, Folge Hausbesuch)
- 1999: Zwei Männer am Herd
- 1999–2003: Alphateam – Die Lebensretter im OP (Fernsehserie, verschiedene Rollen, 2 Folgen)
- 2000: Zwei Asse und ein König
- 2001: Der Held an meiner Seite
- 2001: Ein unmöglicher Mann (Fernsehfünfteiler)
- 2001: Ich schenk dir meinen Mann 2
- 2001: Utta Danella – Der blaue Vogel (Fernsehreihe)
- 2001: Zum Glück verrückt – Eine unschlagbare Familie
- 2002: Die Affäre Semmeling – Miniserie
- 2002: Hallo Robbie! (Fernsehserie, Folge Robbie macht Stress)
- 2003: Der Ermittler (Fernsehserie, Folge Stadt, Land, Mord)
- 2005: Die Schwarzwaldklinik – Die nächste Generation
- 2005: Die Schwarzwaldklinik – Neue Zeiten
- 2005: Vera – Die Frau des Sizilianers
- 2006: Rose unter Dornen

## Synchronisation (Auswahl)
Spielfilm
- 1944: Der letzte Sündenfall – (Lilli Palmer, Stimme der Rikki)
- 1946: Ist das Leben nicht schön? – (Gloria Grahame, Stimme der Violet Bick, ARD-Bearbeitung von 1961)
- 1955: Die Schwindler – (Giulietta Masina, Stimme der Iris)

Serie
- 1960–1961: Geheimauftrag für John Drake – Episode: „Ein glückliches Paar“ – Maxine Audley (als Maria Gomez)
- 1960–1961: Geheimauftrag für John Drake – Episode: „Colonel Rodriguez“ – Honor Blackman (als Joan Bernard)
- 1960–1961: Geheimauftrag für John Drake – Episode: „Fünf Millionen in Gold“ – Barbara Shelley (als Gina Scarlotti)
- 1960–1961: Geheimauftrag für John Drake – Episode: „Wer kennt Professor Sandor?“ – May Zetterling (als Nadia Sandor)
- 1959–1963: Die Unbestechlichen – Episode: „Sterben und sterben lassen“ – Joan Blondell (als Hannah 'Lucy' Wagnall)
- 1958–1964: 77 Sunset Strip – Episode: 4 – Dolores Donlon (als Mrs. Selkirk)
- 1959–1973: Bonanza – Episode: „Als Hoss geboren wurde“ – Dee Carroll (als Rachel)
- 1959–1973: Bonanza – Episode: „Die Entführung von Jennifer Beale“ – Laurie Mitchell (als Harriet)
- 1959–1973: Bonanza – Episode: „Ein Sheriff auf Zeit“ – Rosalind Roberts (als Vicki)
- 1963–1967: Auf der Flucht – Episode: 14 – June Dayton (als Doris Clements)
- 1963–1967: Auf der Flucht – Episode: „Zwangspause“ – Ann Loos (als Miss Jay)
- 1965–1974: FBI – Episode: 23 – Priscilla Morrill (als Ann King)
- 1965–1974: FBI – Episode: 29 – Norma Connolly (als Aline Spencer)
- 1970–1971: Catweazle – Episode: „Hexerei“ – Ruth Kettlewell (als Mrs. Willoughby)
- 1972–1974: Black Beauty – Charlotte Mitchell (als Amy Winthrop)
- 1976: Spencers Piloten – Episode: „Zweimal per Anhalter“ – Marcia Lewis (als Kellnerin)
- 1982–1987: Fame – Der Weg zum Ruhm – Episode: „Die Lektion“ – Joan Crosby (als Renee)

## Hörspiele (Auswahl)
Die Daten basieren auf der ARD-Hörspieldatenbank.
- 1959: Hellmut Kleffel: Die Jagd nach dem Täter (57. Folge: Die Dame in Rot) – Regie: S. O. Wagner (NDR) – Erstsendung: 31. Januar 1960
- ?: Dieter Rohkohl: Die ausgeliehene Ehefrau – Regie: Otto Kurth (WDR) – Erstsendung: 17. März 1961
- 1961: Georges Simenon: Maigret und der gelbe Hund –  Regie: Heinz-Günter Stamm (BR) – Erstsendung: 15. Juni 1961
- ?: Fritz Hartmann: Möven am Hallischen Tor –  Regie: Günter Bommert (RB) – Erstsendung: 2. Dezember 1962
- ?: T. S. Eliot: Sweeny Agonistes –  Regie: Günter Bommert (RB) – Erstsendung: 12. Dezember 1962
- ?: Konrad Hansen: Noah bricht auf –  Regie: Roland H. Wiegenstein (RB) – Erstsendung: 14. Dezember 1962
- ?: Hans Bachmüller: Vetter Phönix – Regie: Raoul Wolfgang Schnell (RB / SDR) – Erstsendung: 19. April 1963
- ?: Hellmut Kleffel: Justizirrtum – Regie: Jo Hanns Müller (RB) – Erstsendung: 22. August 1963
- ?: N. N.: Sachen gibt’s – Regie: Jo Hanns Müller (RB) – Erstsendung: 11. Januar 1964
- ?: Nikolai von Michalewsky: Ein hochpolitischer Fall – Regie: Till Bergen (RB) – Erstsendung: 30. Mai 1964
- ?: Bertolt Brecht: Trommeln in der Nacht – Regie: Günter Bommert (RB) – Erstsendung: 5. Juni 1964
- ?: Arnold E. Ott: Treffpunkt Rosenstraße 9 – Regie: Jo Hanns Müller (RB) – Erstsendung: 11. Juni 1964
- ?: Wolfgang Altendorf: Das kann jedem passieren – Regie: Günter Siebert (RB) – Erstsendung: 6. Juli 1964
- ?: Ernst Meister: Winterfabel – Regie: Günter Bommert (SDR / RB) – Erstsendung: 6. Januar 1965
- 1967: Karl Richard Tschon: Adamows Tod – Regie: Lothar Schluck (RB) – Erstsendung: 5. Januar 1967
- ?: Wolfgang Altendorf: Hexenschuß – Regie: Hans Jürgen Ott (RB) – Erstsendung: 8. Mai 1969
- ?: Arnold E. Ott: Fünfzigtausend Mark Belohnung – Regie: ? (RB) – Erstsendung: 9. Oktober 1969
- 1969: Paul Kohl: Der Mann in der Wand – Regie: Fritz Schröder-Jahn (NDR) – Erstsendung: 23. November 1969
- 1969: Tetsurō Miura: Die Vogelflöte – Regie: Fritz Schröder-Jahn (NDR / SFB) – Erstsendung: 10. Dezember 1969
- 1970: Ernst Johannsen: Tod im Warenhaus – Regie: Hans Rosenhauer (NDR / HR / SFB) – Erstsendung: 31. März 1970
- 1971: Hannelies Taschau: Fremde Tote – Regie: Hans Rosenhauer (NDR / SR) – Erstsendung: 14. Januar 1971
- 1971: Friederike Mayröcker: Für vier – Regie: Hans Rosenhauer (NDR) – Erstsendung: 18. Dezember 1971
- 1971: Ludwig Harig: Versammelt Euch, daß ich Euch verkündige, was Euch begegnen wird in künftigen Zeiten – Regie: Heinz Hostnig (NDR / SR) – Erstsendung: 29. Dezember 1971
- 1972: Brüder Grimm: Märchen von einem, der auszog das Fürchten zu lernen – Regie: Hans Rosenhauer (NDR) – Erstsendung: 3. Januar 1973
- 1973: Carl-Otto Evers: Seemann Robinson Kreutznaer aus Hull – Regie: Hans Rosenhauer (NDR) – Erstsendung: 9. Dezember 1973
- 1975: Gert Loschütz: Anika auf dem Flugplatz – Regie: Otto Düben (SDR) – Erstsendung: 12. Januar 1975
- 1975: Andrzej Kaminski: Paß nach drüben – Regie: Hans Rosenhauer (NDR) – Erstsendung: 4. Juni 1975
- 1975: Elmar Podlich: Türme, hochhinaus – Regie: Hans Rosenhauer (NDR) – Erstsendung: 29. November 1975
- 1978: Sewer F. Gansowskij: Sonnenlicht – Mondlicht – Regie: Hans Rosenhauer (NDR) – Erstsendung: 8. März 1978
- 1979: Richard Hey: Linda und Oco – Regie: Richard Hey (NDR / BR / SWF) – Erstsendung: 2. Mai 1979
- 1980: Rainer Lewandowski: Der Prozess um Schnitzlers Reigen – Regie: Hans Rosenhauer (NDR) – Erstsendung: 6. Februar 1980
- 1980: Karl Otto Mühl: Morgenluft – Regie: Jörg Jannings (NDR) – Erstsendung: 28. Mai 1980
- 1980: Horst Laube: Der Angstmann – Regie: Walter Adler (NDR) – Erstsendung: 30. August 1980
- 1980: Heinrich Heine: Heine in Lucca – Regie: Hans Rosenhauer (NDR / SDR) – Erstsendung: 29. Oktober 1980
- 1981: Roswitha Zauner: Silverbirds – Regie: Hans Rosenhauer (NDR) – Erstsendung: ca. 1981
- 1983: Michael Hasse: Silverbirds – Regie: Michael Hasse (RB) – Erstsendung: 3. Juni 1983
- 1983: Julio Ortega: Ballade von der richtigen Adresse – Regie: Hans Rosenhauer (NDR) – Erstsendung: 10. November 1983
- 1984: Theodor Weißenborn: Zu den Kellergebrüchen – Regie: Norbert Schaeffer (RB) – Erstsendung: 30. März 1984
- 1984: Klaus Granzow: Der Daddelautomat – Regie: Jasper Vogt (NDR) – Erstsendung: 7. Juli 1984
- 1984: Ramón J. Sender: Requiem für einen spanischen Landmann – Regie: Bernd Lau (NDR) – Erstsendung: 24. November 1984
- 1986: W. R. Burnett: High Sierra – Regie: Bernd Lau (NDR / SWF) – Erstsendung: 14. Februar 1987
- 1987: Fitzgerald Kusz, Birgit Kusz: Da hab’ ich aber Angst gehabt – Regie: Hans Helge Ott (RB) – Erstsendung: 13. September 1987
- 1987: Peter Gollan: Der Waffenschieber – Regie: Hans Rosenhauer (NDR / RIAS) – Erstsendung: 2. Dezember 1987
- 1990: Patricia Highsmith: Der Geschichtenerzähler (1. Teil) – Regie: Hans Dieter Schwarze (NDR) – Erstsendung: 2. Februar 1990
- 2004: Die drei ???: Die Villa der Toten (Folge 114)